# Borneo-Sumatraanse neushoorn
De Borneo-Sumatraanse neushoorn (Dicerorhinus sumatrensis harrissoni) is een met uitsterven bedreigde ondersoort van de Sumatraanse neushoorn.
De soort, ook wel oostelijke Sumatraanse neushoorn genoemd, komt voor in de provincie Sabah te Borneo. De populatie aldaar bestond in 2011 uit nog slechts 40 exemplaren. In april 2015 werd de soort hier in het wild uitgestorven verklaard. Op Sadah leven momenteel nog drie exemplaren in gevangenschap. Het laatst overgebleven mannetje lijkt onvruchtbaar, waardoor voortplanting zeer moeilijk is.
Lange tijd werd gedacht dat de Borneo-Sumatraanse neushoorn alleen op Sabah leefde, maar de soort werd in 2013 ook waargenomen op Oost-Kalimantan.